# Mi sono accorto che
Mi sono accorto che è un singolo pubblicato nel 2010 dal cantante italiano Luca Leoni, contenuto nell'album Armonico. È uscito anche un video ufficiale registrato tra Milano e Boavista, e che vede la partecipazione dei The Dopes.

## Tracce
Download digitale
1. Mi sono accorto che – 3:20